# 92 (číslo)
Devadesát dva je přirozené číslo. Následuje po číslu devadesát jedna a předchází číslu devadesát tři. Řadová číslovka je devadesátý druhý nebo dvaadevadesátý. Římskými číslicemi se zapisuje XCII.

## Matematika
92 je:
- Součet dvou Fibonacciho čísel (89 + 3 = 92)
- Pětiúhelníkové číslo
- Počet řešení problému osmi dam

## Chemie
- 92 je atomové číslo prvku uranu

## Ostatní
- +92 je mezinárodní telefonní předvolba Pákistánu

## Roky
- 92
- 92 př. n. l.
- 1992